# エアリー0
エアリー0（英語: Airy-0）は、火星のクレーターで本初子午線の位置を定義している。直径500m程の大きさ。メリディアニ平原にあってより大きなエアリークレーターの内部に存在する。
クレーター名はイギリスの王室天文官で1850年グリニッジに子午環  (Meridian circle)  望遠鏡を建設、その望遠鏡の位置が地球の本初子午線を定義する位置に選ばれる実績を挙げたジョージ・ビドル・エアリー (1801-1892) に因む。
メルトン・デーヴィスは1969年にマリナー6号と7号が撮影した写真に基づきこのクレーターを火星の本初子午線に選定した。